# Płytnica (powiat złotowski)
Płytnica – wieś krajeńska w Polsce położona w województwie wielkopolskim, w powiecie złotowskim, w gminie Tarnówka, przy trasie drogi krajowej nr 11 i przy ujściu rzeki Płytnicy do Gwdy.

## Historia
Wieś królewska należała do starostwa ujskiego, pod koniec XVI wieku leżała w powiecie poznańskim województwa poznańskiego. 
Nazwa miejscowości wywodzi się od płycizny, która znajduje się na rzece Gwdzie, będącej w przeszłości brodem przeprawowym na szlaku handlowym. Lokowana była w 1594 roku. W jej pobliżu istniały w wiekach XVI-XVIII dwie osady smolarskie, w których wypalano drewno na węgiel drzewny i smołę. W latach 1975–1998 miejscowość administracyjnie należała do województwa pilskiego.

## Przynależność administracyjna
W 2017 roku media doniosły o tym, jakoby terytorium Płytnicy należało równocześnie do trzech różnych gmin: Tarnówka, Jastrowie i Szydłowo. W rzeczywistości (według TERYT) wieś Płytnica znajduje się na obszarze gminy Tarnówka (powiat złotowski), natomiast w skład gminy Szydłowo (powiat pilski) wchodzi odległa od niej o trzy kilometry osada kolejowa Płytnica. Przedtem panowało przekonanie, że w gminie Szydłowo zawierają się tereny przy stacji kolejowej, lecz – jak się okazało – na jej terenie mieszczą się tylko dwa domy po wschodniej stronie kolei, zaś stacja kolejowa Płytnica z domami po zachodniej stronie torowiska jest już częścią gminy Jastrowie (powiat złotowski). Do nieporozumienia doszło po zmianach terytorialnych między powiatami wałeckim (do którego Płytnica początkowa należała, vide gromada Krępsko) i złotowskim (vide gromada Tarnówka) 1 stycznia 1958 oraz faktem, że obszar wokół stacji kolejowej należał do PKP i stanowił tzw. teren zamknięty, niepodlegający pod administrację gromad. Późniejszy podział administracyjny przeprowadził granicę powiatową (i gminną) w sposób, który podzielił miejscowość. O przynależności osady kolejowej do dwóch gmin (i powiatów) dowiedziano się w chwili odsprzedaży przez PKP działek kolejowych. Dotychczas mieszkańcy zachodniej części osady kolejowej Płytnica głosowali w Szydłowie i tam płacili podatki, a dzieci uczęszczały do szkoły w Szydłowie, mimo że mieszkali gminy do gminy Jastrowie. Włodarze trzech gmin zadeklarowali chęć uregulowania rozbieżności tak, aby cała miejscowość znalazła się w jednej gminie, do czego jeszcze nie doszło. Na uwagę zasługuje fakt, że konflikt graniczny dotyczy tylko osady kolejowej Płytnica, a nie wsi Płytnica, która w całości znajduje się w gminie Tarnówka.

## Komunikacja
Nieopodal wsi znajduje się stacja kolejowa Płytnica (w gminie Jastrowie), natomiast leżące na wschód od niej domy należą do gminy Szydłowo.

## Most
W pobliżu wsi, nad Gwdą, zlokalizowane są resztki dwuprzęsłowego mostu dawnej linii kolejowej Wałcz–Złotów. Jego przyczółek został wysadzony w 1945 roku przez wycofujące się wojska niemieckie, a filar mostu uległ znacznemu zniszczeniu. W 2004 zachodnia część mostu zawaliła się i została rozebrana, natomiast reszta wisi 25 metrów nad poziomem rzeki. Obecnie jest to zabytek techniki. Niedaleko mostu do Gwdy wpada Płytnica, tworząc bystrze.

## Zabytki
W miejscowości tej znajduje się neogotycki kościół Najświętszego Serca Pana Jezusa z 1852 roku. 